# Hotel California
«Hotel California» (Отель «Калифорния») — песня группы Eagles из одноимённого альбома, выпущенного в 1976 году. Также песня была выпущена синглом в начале 1977 года.

## История
В песне описывается «гостиница, которую нельзя покинуть никогда». Песня напоминает рассказ утомлённого путешественника, пойманного в ловушку в кошмарной гостинице, которая сначала казалась весьма привлекательной.

Песня, как некоторые считают, иносказательно описывает гедонизм и самоуничтожение музыки в Голливуде. Идея песни заключается в том, что Голливуд подобен роскошной гостинице, которая сначала приветствует гостей, а затем заманивает их в ловушку благодаря собственной хитрости. Существуют и более приземлённые версии: например о том, что под «отелем» подразумевается тюрьма или психбольница. Также есть версии, согласно которым в песне идёт речь о наркомании. В качестве довода приводится перевод слова colitas из строчки 
Warm smell of colitas rising up through the air
 Согласно некоторым источникам, слово colitas есть не что иное, как кончики веток конопли, где листья имеют наиболее высокое содержание ТГК. Если верить иному толкованию, colitas имеет испанские корни и имеет отношение к кокаину.
Имеется и версия о том, что песня была написана под влиянием композиции «We Used to Know» из альбома Stand Up (1969) группы Jethro Tull. Группы гастролировали вместе до выпуска песни. Кроме того, похожи мелодия и аккорды. Иэн Андерсон из Jethro Tull на концертах конца 1970-х сам подчёркивал это, начиная играть «We Used to Know», а со второго куплета исполняя текст «Hotel California».
По некоторым данным, песня была посвящена памяти Грэма Парсонса (настоящее имя Сесил Коннор), одного из главных и самых великих исполнителей кантри-рока всех времён, который 19 сентября 1973 года скончался от передозировки героина в восьмом номере отеля Joshua Tree Inn национального парка Джошуа-Три в юго-восточной Калифорнии.
Песня «Hotel California» получила премию «Грэмми» в 1978 году как лучшая песня года. Также эта композиция возглавила американский чарт Billboard Hot 100.
Песня считается одной из лучших композиций XX века: журнал Rolling Stone, например, помещает её на 49-е место в списке 500 лучших песен всех времён.

## Кавер-версии
Были выпущены несколько кавер-версий песни. Например, её исполнили Gipsy Kings, The Killers, Alabama 3, Олег Скрипка, «Воскресение», Our Last Night и Маджек Фашек (версию которого иногда приписывают Бобу Марли). Кавер-версия, исполненная Gipsy Kings, вошла в саундтрек фильма «Большой Лебовски». В августе 2012 года рок-музыкант Мэрилин Мэнсон выступил с кавером «Hotel California» на вечеринке в честь окончания съёмок шестого сезона «Блудливой Калифорнии» (Californication) с его участием. В 2017 году российский ансамбль-варьете «Дореволюціонный Совѣтчикъ» выпустил свою пародийную кавер-версию «Hotel California» на русском языке под названием «Гостиница Кисловодская».